# Ga Jinae
Ga Jinae (tiếng Hàn: 지내역; Hanja: 池內驛) là ga trên Tuyến BGLRT của Busan Metro ở Jinae-dong, Gimhae, Hàn Quốc.

## Liên kết
- (tiếng Hàn) Thông tin ga từ Tổng công ty vận chuyển Busan